# Fusionsreaktor
En fusionsreaktor skaber elektricitet ved at udnytte den energi, der udløses ved fusion. Der findes endnu ingen fusionsreaktorer, men man har besluttet at bygge en fusionsreaktor ved navn ITER i Cadarache i Sydøstfrankrig, der efter planen vil være bygget færdig i 2017 og klar til brug i 2018, hvorefter man regner med at den skal køre i 20 år. Man regner med, at ITER kommer til at koste ca. 5 milliarder euro. Dette er et EU projekt.
Der er tidligere lavet andre eksperimenter  med fusionsenergi så som The Joint European Torus (JET), der er et EU projekt lige som ITER, som nåede break-even i 2005. JET er opført i England. Der er lavet langt flere eksperimenter end JET rundt om i verden. JET er dog den mest omtalte grundet den succes projektet havde.